# Hřebík

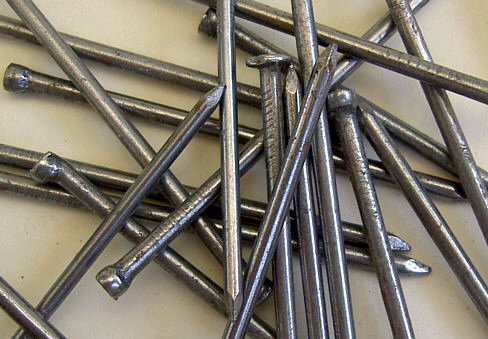
Kolářské hřebíky

Hřebík či hřeb (zdrobnělina hřebíček) je spojovací součástka. Je to obvykle a nejčastěji ocelová součástka, opatřená na jednom konci hrotem a na druhém konci plochým rozšířením – hlavičkou. Hřebík bývá obvykle tenký, hřeb silnější. Slouží k rychlému vzájemnému spojování dvou či více různých předmětů, nejčastěji dřevěných. Do dřeva se vpravuje zatloukáním kladivem nebo pomocí speciálního elektrického nebo pneumatického nářadí – hřebíkovaček nebo sponkovaček. Hřebíky lze pomocí speciálního náčiní také nastřelovat.
Většinou jde o rozebíratelné ale i nerozebíratelné spojování dřevěných předmětů (bedny, stavební bednění aj.). Spoj je pevný, pokud nedojde ke korozi nebo chemickému rozkladu spojovacího prostředku či k nepřiměřenému mechanickému namáhání (např. střihem). V případě rozebíratelných spojů se při otevírání beden používají nástroje pro vytahování hřebíků tzv. vytahovače.
Hřebíky se vyrábějí z oceli, speciální i z mědi, mosazi, hliníkových slitin nebo nerez oceli. Spojovacími součástmi podobnými hřebíkům jsou nýty a cvoky.
Kované hřeby se používají k připojování masivnějších součástí. Například v kovářství a podkovářství hřeby slouží pro připojování podkov na kopyto koní, v některých zemích též pro fixaci kolejnic k železničním pražcům. Ve zdravotnictví se v traumatologické a chirurgické praxi využívají nerezavějící hřeby, vyrobené ze speciálních slitin a vhodné např. pro fixaci zlomenin kostí.

## Druhy hřebů a hřebíků
- Železniční hřeb – slouží k připevňování kolejnic k pražcům
- Kovářský hřeb (podkovák) – pro připevňování podkov
- Nastřelovací – do betonu, kalený
- Kolářský – (s malou hlavou redukovanou), většinou pro připevnění obložení, lišt
- Kroucený – zajišťuje vyšší pevnost spoje v tahu
- Konvexní – pro výrobu EURO palet
- Hřebík do rámů oken – tzv. „bez hlavy“
- Hřebík zámečnický – s malou půlkulatou hlavou
- Hřebík čalounický – k připevnění potahů, látek, čalounění, existuje více typů

## Přenesené významy a frazeologizmy
Přenesené významy:
- Zlatý hřeb – v přeneseném významu slova vyjadřuje vyvrcholení nějaké společenské události (např. zlatý hřeb večera)
- Poslední hřebík do rakve – událost, která přispěje k něčí smrti nebo k nezdaru nějakého záměru, projektu (srovnej přivést někoho do hrobu a nasadit něčemu korunu)

Frazeologizmy:
- Pověsit (něco) na hřebík – trvale zanechat dané činnosti
- Viset na hřebíku – být okamžitě k dispozici